# Maserati Mistral
Maserati Mistral (рус.  Мазера́ти Мистра́ль) — легковой автомобиль класса  Гран Туризмо, выпускавшийся итальянской компанией Maserati с 1964 по 1969 год. Названный по имени ветра автомобиль был создан на базе модели Sebring и производился как с закрытым кузовом (Coupe), так и в открытом (Spyder) исполнении. Всего было изготовлено 844 купе и 124 кабриолета.

## Описание
Прототип будущего автомобиля был представлен на Автосалоне в Турине осенью 1963 года, а производство стартовало в следующем году. С этой модели началась традиция давать автомобилям  Gran Tourismo компании имена знаменитых ветров. 
Автомобиль был создан на агрегатах модели Sebring, но новый кузов дизайна Пьетро Фруа (англ. Pietro Frua), предлагал более комфортабельный салон. Большие окна и практически полностью выполненная из стекла крышка багажника создавали ощущение простора. Спереди автомобиль не имел традиционной решётки радиатора, забор воздуха был организован из-под бампера. Первоначально кузов автомобиля были полностью алюминиевым, но начиная с 1967 года, большая часть его деталей была заменена стальными. Алюминиевыми остались только двери, капот и рамка заднего окна. Установлен кузов был на новую раму, сваренную из стальных труб квадратного сечения.

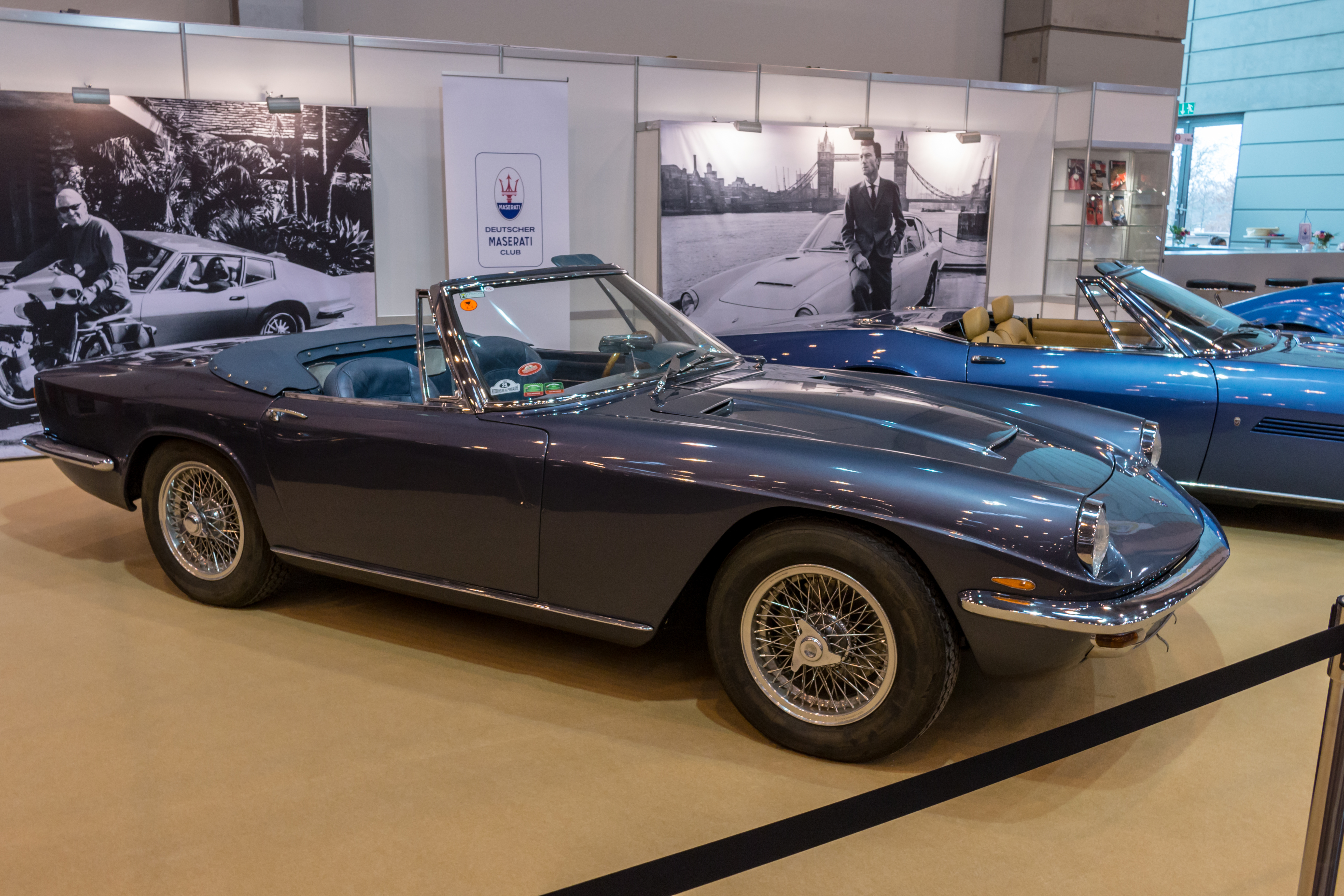
Mistral Spyder

Спереди у модели применялась пружинная независимая подвеска на двух поперечных рычагах, сзади был установлен мост на рессорах. Тормоза всех колёс были дисковыми, за отдельную плату на автомобиль можно было установить кондиционер, трёхступенчатую автоматическую трансмиссию и радиоприёмник. 
Mодель Spyder была представлена на Женевском автосалоне весной 1964 года. Элегантный внешний вид купе стал ещё более выразительным в открытом виде благодаря усилиям Джованни Микелотти (англ. Giovanni Michelotti). У стального кузова кабриолета алюминиевыми были двери, капот и крышка багажника. Изготавливался он в Турине на фирме Vignale. Съёмная жёсткая алюминиевая крыша (Hardtop) была создана всего для нескольких автомобилей и в настоящее время является чрезвычайной редкостью.